# Cugnasco

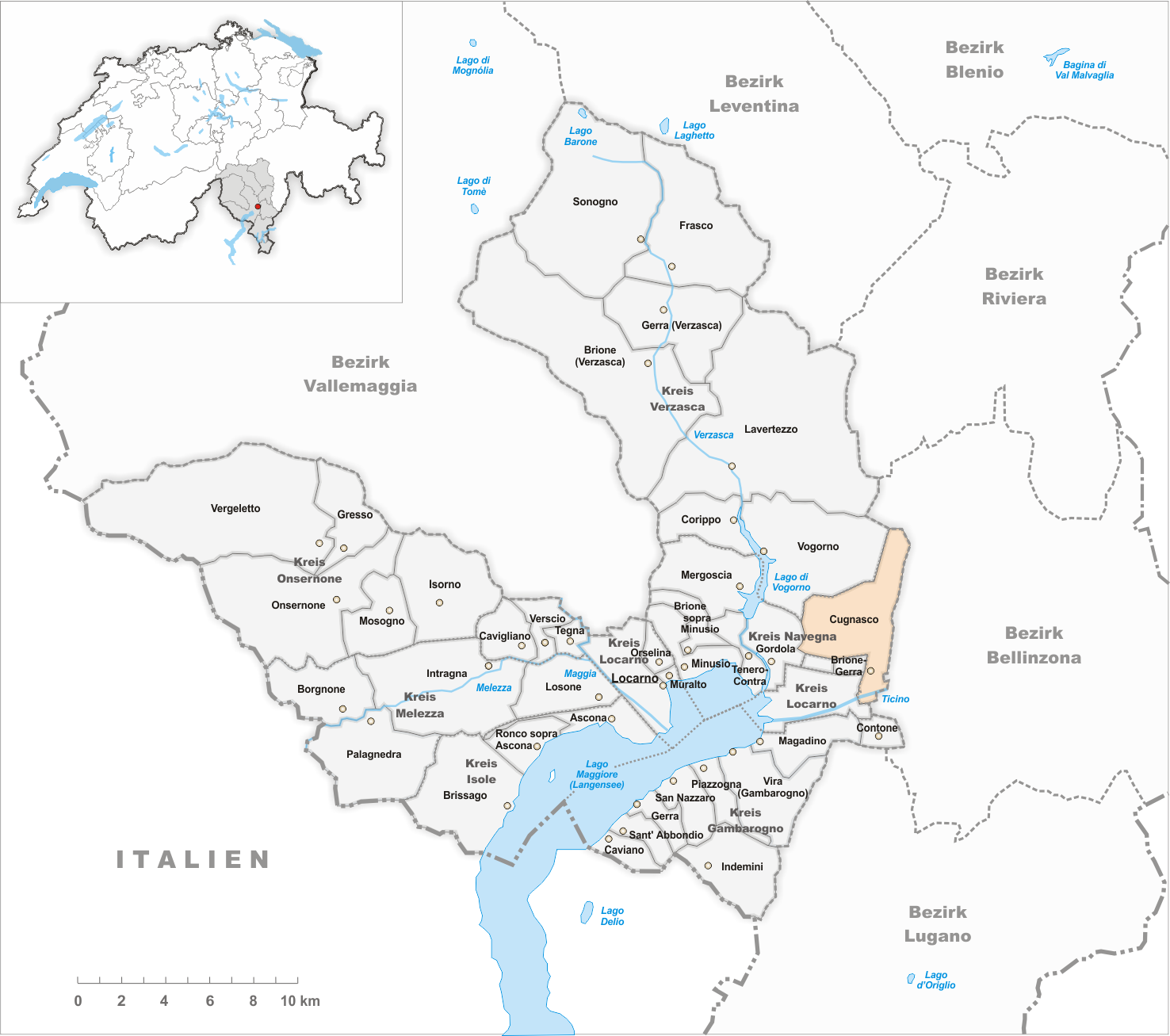
Gemeindestand vor der Fusion am 19. April 2008

Cugnasco, von Westen. Historisches Luftbild von Leo Wehrli (1944)

Cugnasco ist eine Fraktion der politischen Gemeinde Cugnasco-Gerra im Schweizer Kanton Tessin. Sie liegt im Bezirk Locarno beziehungsweise in dessen Kreis Navegna. Zu Cugnasco gehört der Weiler Agarone mit dem ehemaligen Kinder-Sanatorium bei Medoscio.

## Geographie
Cugnasco liegt am Nordrand der Magadinoebene. Der Ticino fliesst durch den südlichsten Zipfel.

## Geschichte
Politische und Kirchgemeinde schon 1358 erwähnt, war Cugnasco im Mittelalter nur ein Weiler der vicinìa Dido (Ditto) und Curogna. Die Adelsfamilie Orelli besass dort eine Residenz, Güter und das Fischereirecht, die 1850 der Gemeinde verkauft wurden. In Cugnasco bestand ein kleines Kloster der Serviten, an dessen Stelle 1653 eine Kaplanei trat. Seit 1606 ist das Dorf Sitz der Kirchgemeinde (früher Dido). Die Kirche Santa Maria delle Grazie wurde am 8. September 1463 eingeweiht und 1895 restauriert; sie besitzt Fresken aus dem 15. und 16. Jahrhundert. Der Bau der gegenwärtigen Pfarrkirche wurde 1635 begonnen. 1790 erhielt der Pfarrer den Ehrentitel eines Propsts. Die frühere Pfarrkirche San Martino von Dido besitzt Fresken aus dem 15., 16. und 17. Jahrhundert; die Kapelle Sant’Anna e San Cristoforo in Curogna solche aus dem 15. und 17. Jahrhundert. Die Brüderschaft vom heiligen Sakrament reicht auf das Jahr 1641 zurück.
2004/2005 scheiterte eine Fusion mit Gerra Verzasca (Piano) und Gerre di Sotto (einem Teil der Stadt Locarno) zur Gemeinde Cugnasco-Gerra. Die bis dahin selbstständige Gemeinde wurde auf den 20. April 2008 mit Gerra (Verzasca) zur neuen Gemeinde Cugnasco-Gerra fusioniert. Cugnasco bildet aber nach wie vor eine eigenständige Bürgergemeinde.

## Bevölkerung

Cugnasco. Historisches Luftbild von Werner Friedli (Fotograf) (1964)

Cugnasco. Historisches Luftbild von W. Friedli (1964)

Medoscio, Ehemaliges Kinder-Sanatorium. Historisches Luftbild von W. Friedli (1946)

Einwohnerzahlen: Volkszählungsdaten

## Sehenswürdigkeiten
- Pfarrkirche San Giuseppe[4]
- Alte Trotte mit Fresko[4].

## Persönlichkeiten
- Günther Weisenborn (1902–1969), deutscher Schriftsteller und Widerstandskämpfer, lebte in Agarone und ist hier bestattet.
- Lindi, eigentlich Albert Lindegger (1904–1991), Maler, Keramiker, Bildhauer, Antinazi, lebte im Ortsteil Agarone.
- Heinz Liepman (eigentlich Liepmann; Pseudonym: Jens C. Nielsen; 1905–1966), deutscher Schriftsteller, Dramaturg, Literaturagent und Antifaschist, lebte im Ortsteil Agarone.
- Franco Vittorio Tamò (* 20. September 1929 in Cugnasco; † 14. Dezember 2002 ebenda), Maler, Zeichner und Graphiker[5]
- Lauro Tognola (* 1933 in Locarno; † 1. Dezember 2016 ebenda), Gymnasiallehrer, Schriftsteller, Journalist, ehemaliger Direktor des Lehrerseminars von Locarno, Präsident der Alliance française, wohnte in Cugnasco[6][7], ehemaliger Präsident der Fondazione Volkart[8]
- Fosco Spinedi (* 18. Februar 1956 in Salorino), Geograph, Meteorologe, wissenschaftlicher Mitarbeiter bei MeteoSchweiz; als Politiker in der Exekutive der Gemeinde von Cugnasco tätig.[9]
- Simone Rapp (* 1. Oktober 1992), Fussballspieler

## Sport
- Associazione Sportiva Riarena Gerra Piano-Cugnasco[10]